# Jednadžba kontinuiteta
Jednadžba kontinuiteta, u fizici, izražava zakon o neuništivosti materije: promjena gustoće u nekoj točki uvijek je praćena strujanjem tvari iz te točke ili prema njoj. Stoga je ukupna promjena količine tvari u nekom sustavu upravo jednaka količini tvari koja je u sustav ušla ili iz njega izašla. U elektrodinamici, jednadžba kontinuiteta izražava na analogan način zakon o neuništivosti električnog naboja. Poznata je kao Bernoullijeva jednadžba, kojom se iskazuje da je ukupna suma tlakova u tekućini koja struji jednaka statičkomu tlaku u tekućini koja miruje (Venturijeva cijev).

## Objašnjenje
Iz života je poznato da je brzina strujanja rijeke ili potoka veća na onim mjestima gdje je korito uže, a manja tamo gdje je korito šire. Da proučimo ovisnost brzine strujanja o veličini presjeka, promatrat ćemo cijev različitog presjeka i pretpostaviti da se tekućina u toj cijevi giba stacionarno (bez trenja). Kako se tekućina ne da stlačiti, to se ona u jedinici vremena mora u svim presjecima cijevi pomaknuti za istu količinu, to jest količine Q1 i Q2 protjecane tekućine u jedinici vremena moraju biti svuda jednake. Ako su ploštine (površine) poprečnih presjeka cijevi S1 i S2, a pripadne brzine v1 i v2, onda je: 
{\displaystyle Q_{1}=Q_{2}}
odnosno:
{\displaystyle S_{1}\cdot v_{1}=S_{2}\cdot v_{2}}
ili u obliku razmjera:
{\displaystyle {\frac {v_{1}}{v_{2}}}\ ={\frac {S_{2}}{S_{1}}}\ }
Odatle proizlazi zakon kontinuiteta kod stacionarnog strujanja koji glasi: Brzina strujanja tekućine u cijevi različitog presjeka odnose se obrnuto razmjerno (proporcionalno) s pripadnim presjecima.